# Combattimento di Minerva contro Marte
Il Combattimento di Minerva contro Marte è un dipinto di Jacques-Louis David, datato 1771, il quale fa riferimento al loro scontro circa le sorti della città di Troia, descritto nel libro XX dell''Iliade.

## Storia

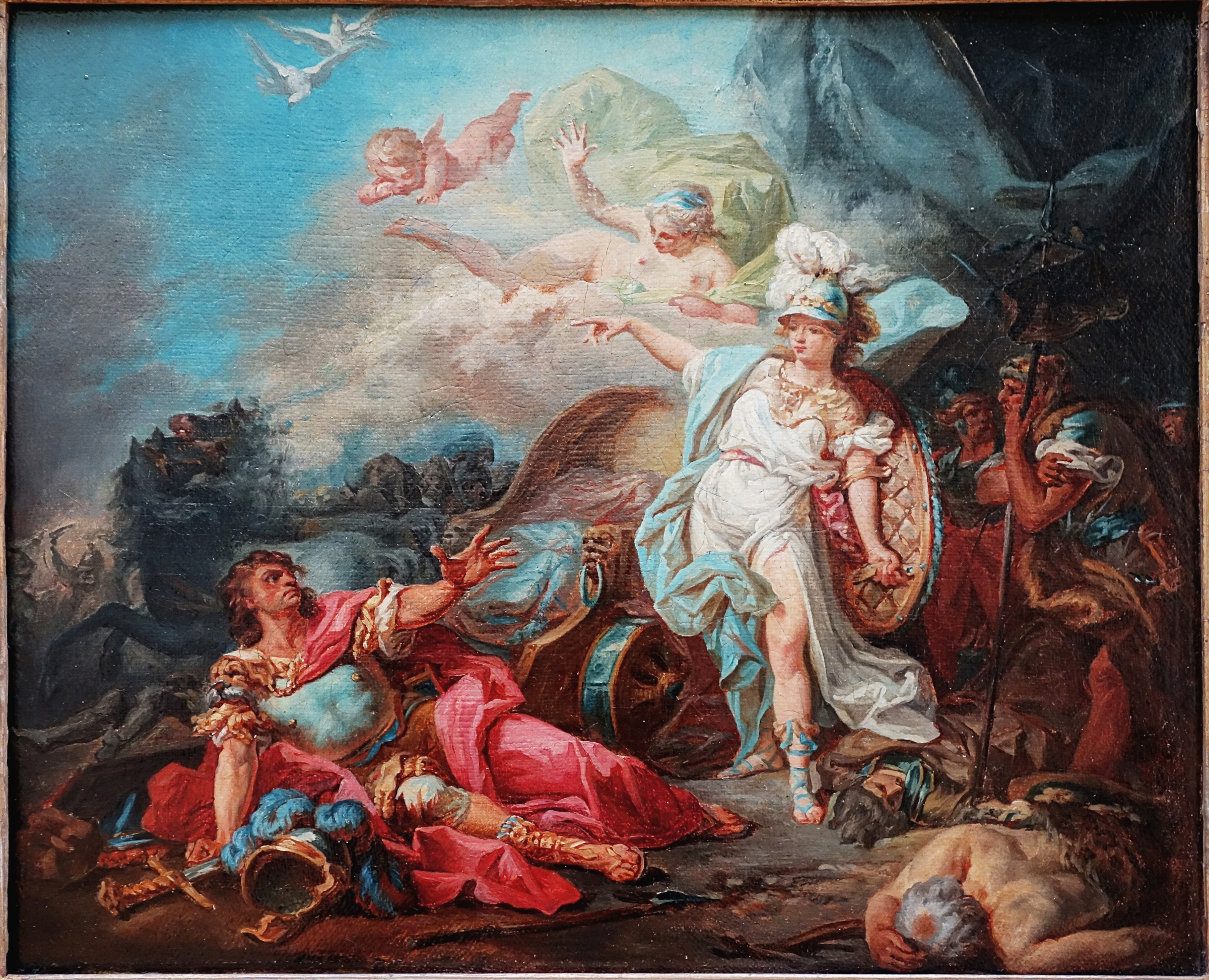
Uno studio preparatorio conservato al Palais des beaux-arts de Lille

Il dipinto fu realizzato da David per il concorso del Prix de Rome del 1771. Al pari degli altri sette candidati selezionati, David dovette dipingere, in dieci settimane, un dipinto originale su un determinato argomento. Omero era, ai quei tempi, molto in voga, pertanto si scelse come soggetto del dipinto l'Iliade. David non riuscì a vincere il Prix, che fu assegnato a Joseph-Benoît Suvée, e la sua opera fu aspramente criticata da Joseph-Marie Vien, il quale avrebbe impedito che il Prix andasse a David. L'artista riuscirà a vincerlo solo al suo quarto tentativo, dopo tre fallimenti consecutivi, nel 1774 con il dipinto Erasistrato alla scoperta della causa della malattia di Antioco. Jacques-Louis David proverà disgusto per l'accademia, che giudicherà come un'istituzione disonesta e vecchia.

## Descrizione
"Questo è uno di quegli scontri mitologici ai motivi oscuri, dove gli dei si comportano come straccivendoli. Drappeggi agitati, volti sogghignanti, colori statici: è un'imitazione di Boucher, rivisitata da Doyen." Questo giudizio contemporaneo al dipinto concorda con l'opinione generale circa l'opera, giudicata troppo influenzata dallo stile rococò, tuttavia innovativa per l'ampia gamma di colori.